# Moltkia suffruticosa
L'erba perla rupestre (Moltkia suffruticosa (L.) Brand., 1902) è una pianta erbacea perenne, a fiori penduli, della famiglia delle Boraginacee.

## Etimologia
Il nome generico (“Moltkia”) ricorda il Conte Gadske Moltke fondatore del Museo di Storia Naturale di Copenaghen e morto nel 1818. 

L'epiteto specifico (“suffruticosa”) fa riferimento al particolare tipo di forma biologica della pianta.

Il binomio scientifico attuale (Moltkia suffruticosa ) è stato assegnato definitivamente dal botanico August Brand (1863-1930) in una pubblicazione del 1902.

In lingua tedesca questa pianta si chiama Fels-Steinsame.

## Descrizione

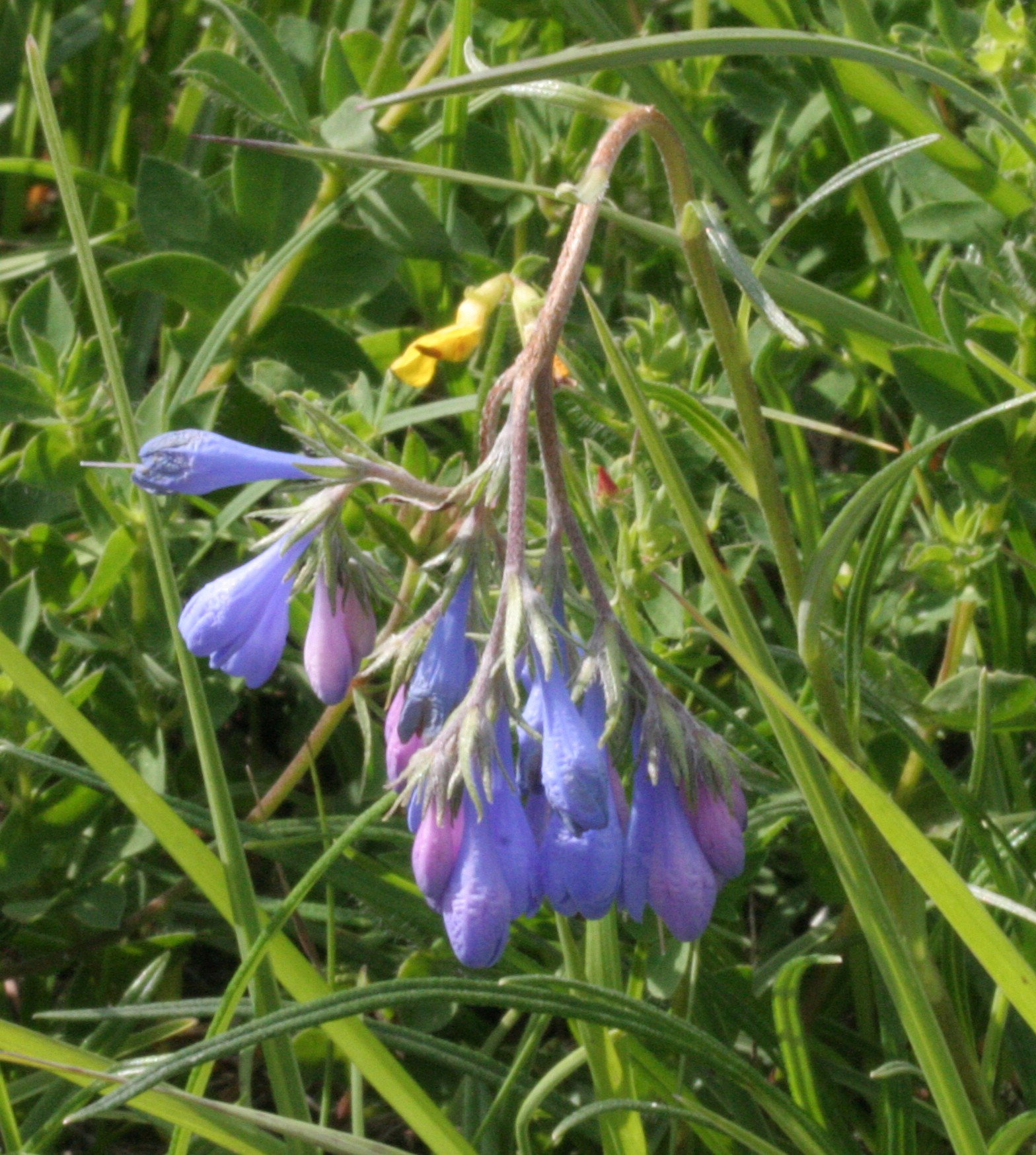
Il portamento
Località : "Giardino Botanico delle Alpi Orientali", Monte Faverghera (BL), 1500 m s.l.m. - 28/06/2008

È una pianta alta da 10 a 30 cm, di aspetto suffruticoso e portamento cespitoso (a cespuglio). Tutta la pianta è ricoperta di una peluria ruvida e canescente (al tatto risulta quasi vellutata).  La forma biologica è camefita suffruticosa (Ch suffr), ossia sono piante perenni e legnose alla base, con gemme svernanti poste ad un'altezza dal suolo tra i 2 ed i 30 cm, inoltre le porzioni erbacee seccano annualmente e rimangono in vita soltanto le parti legnose.

### Fusto
Il fusto è legnoso, contorto molto ramificato; i rami sono generalmente ascendenti (a volte anche nutanti) e semplici fino all'infiorescenza. Sono presenti dei peli eretti (o appressati) lunghi 0,6 – 1 mm.

### Foglie

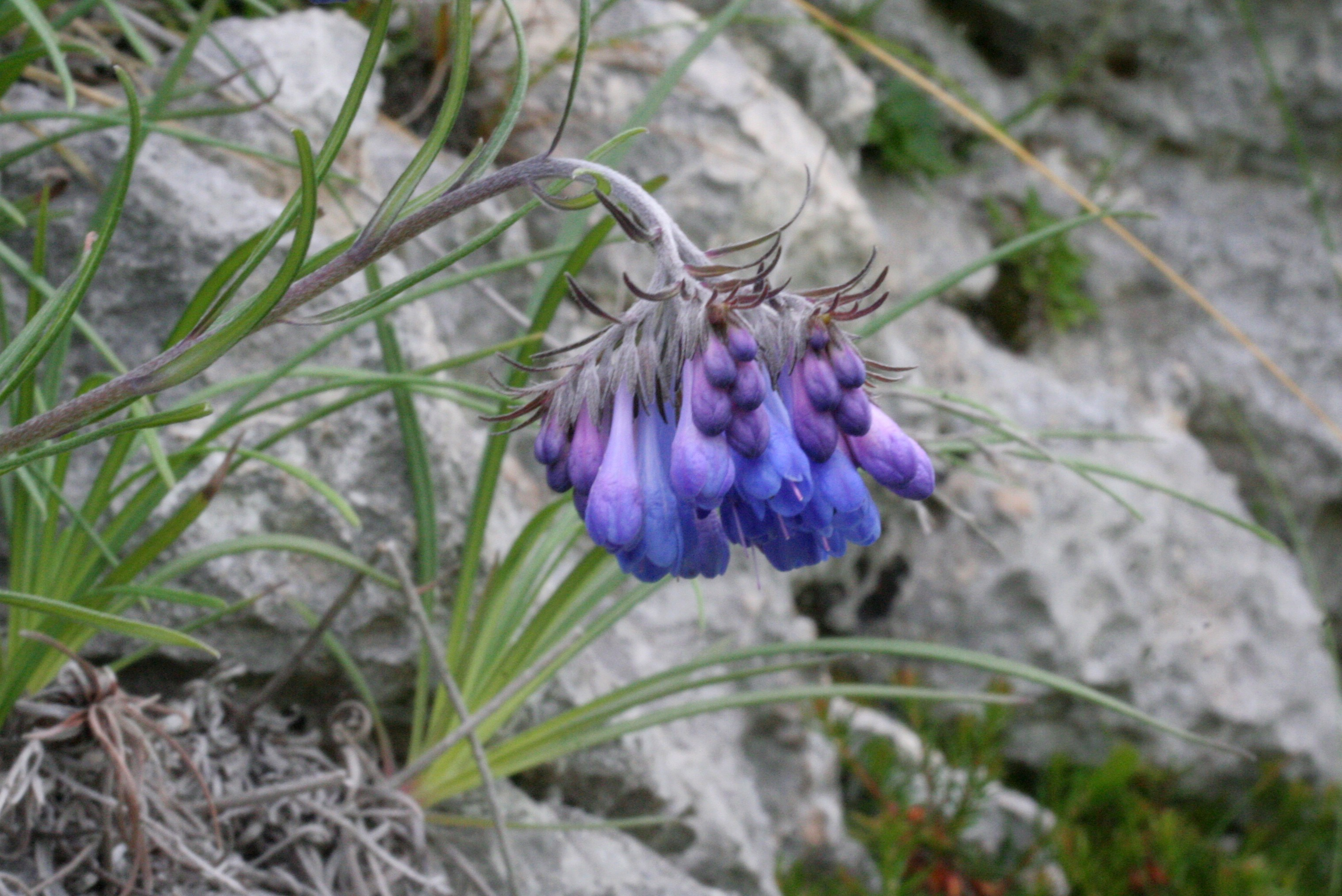
Le foglie
Località : "Giardino Botanico delle Alpi Orientali", Monte Faverghera (BL), 1500 m s.l.m. - 28/06/2008

Le foglie sono del tipo “graminifoglia” (lunghe, sottili e lineari); lungo il fusto sono spiralate e sono prive di stipole.  La pagina superiore è di colore verde scuro, mentre quella inferiore è più chiara. In genere il loro portamento descrive una curva verso il basso. Dimensioni delle foglie : larghezza 1 – 3 mm: lunghezza 3 – 6 cm.

### Infiorescenza

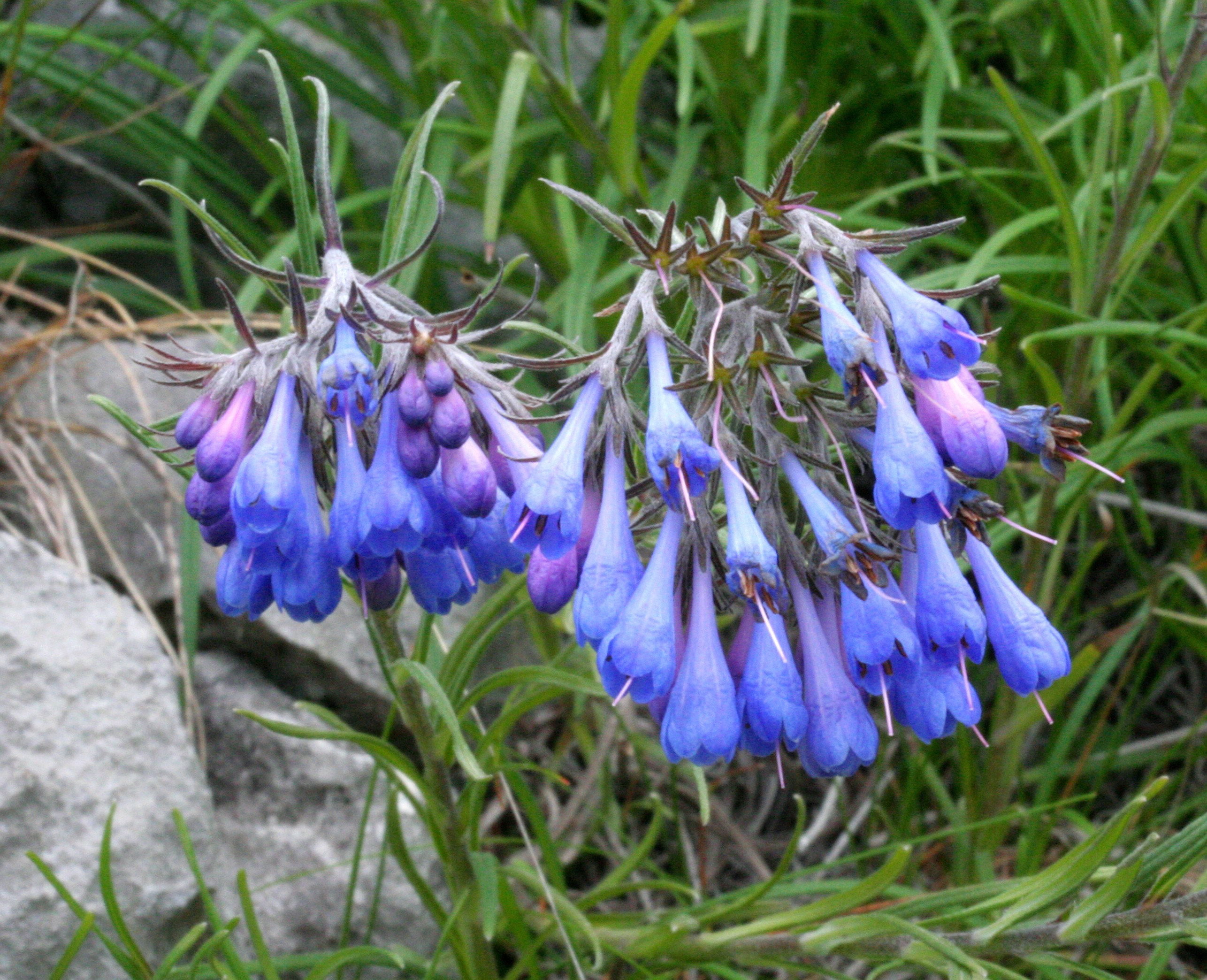
Infiorescenza
Località : "Giardino Botanico delle Alpi Orientali", Monte Faverghera (BL), 1500 m s.l.m. - 28/06/2008

Le infiorescenze sono bratteate (con foglie di tipo bratteale) e raccolgono dei racemi di fiori blu o violetto-cerulei con sfumature lilla. Le spighe sono terminali di tipo scorpioide. I fiori sono portati da lunghi peduncoli arcuati per cui i fiori sono pendenti.

### Fiore
I fiori sono ermafroditi, attinomorfi, tetraciclici (formati dai 4 verticilli fondamentali della angiosperme: calice – corolla – androceo – gineceo), pentameri (il calice e la corolla sono formati da 5 elementi); mentre i sepali sono più o meno liberi (saldati solo alla base), i petali sono sempre concresciuti. Lunghezza dei fiori : 8 – 12 mm.
- Formula fiorale:

K (5), [C (5), A 5], G (2) (supero)
- Calice: il calice è più breve della corolla ed è formato da cinque lobi lineari, eretti e non appressati alla corolla stessa. Sono saldati solo alla base. Il calice è accrescente dopo l'antesi. Dimensione dei denti del calice: larghezza 1 mm; lunghezza 4 – 5 mm.
- Corolla: il tubo corollino (gamopetalo) è imbutiforme (più lungo che largo) e l'esterno della corolla è glabro; il lembo è allargato in cinque lobi ottusi ed eretti. Lunghezza del tubo corollino: oltre 10 mm. Lunghezza dei lobi è 1/3 - ¼ della lunghezza del tubo corollino (circa 3 mm).
- Androceo: l'androceo è del tipo isostemone, quindi gli stami sono cinque di lunghezza uguale e sono direttamente inseriti nel tubo corollino. Gli stami sono privi di appendice lineare.
- Gineceo: due carpelli bipartiti formano un ovario supero a quattro loculi (infatti in ognuno dei due carpelli  si forma un falso setto che divide in due il loculo carpellare originale); ogni loculo contiene un solo ovulo. Lo stilo è semplice e allungato ed è inserito tra i quattro lobi dell'ovario, mentre lo stigma ha la forma di una clava. Lo stilo sporge dal tubo corollino di 3 – 4 mm ed è di colore lillacino. L'ovario poggia su un disco nettarifero a forma toroidale.
- Fioritura : da maggio a giugno.
- Impollinazione: impollinazione di tipo entomogamo.

### Frutti
I frutti si presentano sotto forma di quattro nucule o drupeole acheniformi (quattro mericarpi liberi a forma ovoide-ricurvi). Dimensione dei mericarpi  : 3 mm.

## Distribuzione e habitat
- Geoelemento : il tipo corologico (area di origine) è Endemico; più precisamente Est Alpico-Appenninico.
- Distribuzione : è considerata una specie rara e si trova in pochissime zone (Prealpi Venete e Alpi Apuane).
- Habitat : l'habitat tipico di questa specie sono le rupi calcaree. Il substrato preferito è calcareo con pH basico , bassi valori nutrizionali e terreno arido.
- Distribuzione altitudinale : sui rilievi queste piante si possono trovare dai 300 fino ai 1500 m s.l.m.; frequentano quindi i seguenti piani vegetazionali : collinare e montano.

## Fitosociologia
Dal punto di vista fitosociologico la specie di questa scheda appartiene alla seguente comunità vegetale:
Formazione : delle comunità delle fessure, delle rupi e dei ghiaioni
Classe : Asplenietea trichomanis
Ordine : Potentilletalia caulescentis
Alleanza : Potentillion caulescentis

## Tassonomia
Il Sistema Cronquist assegna questa pianta alle Lamiales, mentre la moderna classificazione filogenetica Sistema APG IV la assegna all'ordine Boraginales.
Descritta da Linneo come Pulmonaria suffruticosa fu in seguito spostata nel genere Lithospermum con la denominazione di Lithospermum graminifolium Viv. o anche Lithospermum suffruticosa L.. Il botanico italiano Adriano Fiori (1865 – 1950) nella sua opera ”Flora analitica di Italia” del 1909 la descrive ancora sotto il genere Lithospermum.
È l'unica specie del genere Moltkia presente sul territorio italiano.

## Usi
L'unico impiego di questa pianta rustica è nel giardino roccioso e alpino. Crescono in terra sabbiosa o comune ma sempre leggera; si moltiplicano per divisione.